# رونا جوسكيرك
رونا جوسكيرك هي شخصية وهمية من المسلسل التلفزيوني البريطاني الطويل إميرديل تقوم بتمثيل الشخصية الممثلة زوي هنري. كان أول ظهور لها على الشاشة خلال الحلقة التي بثت في 17 سبتمبر 2001. تم تقديم الشخصية من قبل منتج السلسلة ستيف فروست وظهرت كبداية في موسمي 2001 و 2002. عادت إلى إميرديل كشخصية بدوام كامل في مارس 2010، أعيد تقديمها من قبل منتج السلسلة غافين بليث.
مرت بسلسلة متنوعة من القصص، بما في ذلك علاقة رومانسية مع الشيف الكوميدي مارلون دينجل (مارك شارنوك) وأنجبت ابنهما ليو جوسكيرك المصاب بمتلازمة داون؛ الزواج من بادي كيرك (دومينيك برونت) أصبحت مدمنة على المسكنات بعد اكتشاف  علاقة بادي مع صديقتها تيس هاريس (نيكولا ستيفنسون) بعد وفاتها. متابعة علاقة تلاعب مع أرمل تيس بيرس هاريس (جوناثان راثر) قرب وفاتها في أكبر حيلة تعرف باسم «أسبوع اللاعودة» ، اغتصاب زوجي على يد بيرس لتصبح عقيمًا بعد حادث زراعي، قدمت بيرس إلى العدالة لقتله صديقها غراهام فوستر ( أندرو سكاربورو ) وسط نزاع مع رئيس غراهام المنفصل وزوجته السابقة كيم تيت (كلير كينغ).